# Doldżingijn Adjaatömör
Doldżingijn Adjaatömör (mong. Должингийн Адъяатөмөр; ur. 8 marca 1945) – mongolski zapaśnik walczący przeważnie w stylu wolnym. Olimpijczyk z Montrealu 1976. Odpadł w eliminacjach w wadze superciężkiej (100 kg). Zdobył brązowy medal na igrzyskach azjatyckich w 1974 roku.
- Turniej w Montrealu 1976.

Przegrał dwie walki, z Rumunem Ladislau Șimonem i z Irańczykiem Moslemem Filabim.